# Philipp I. (Braunschweig-Grubenhagen)

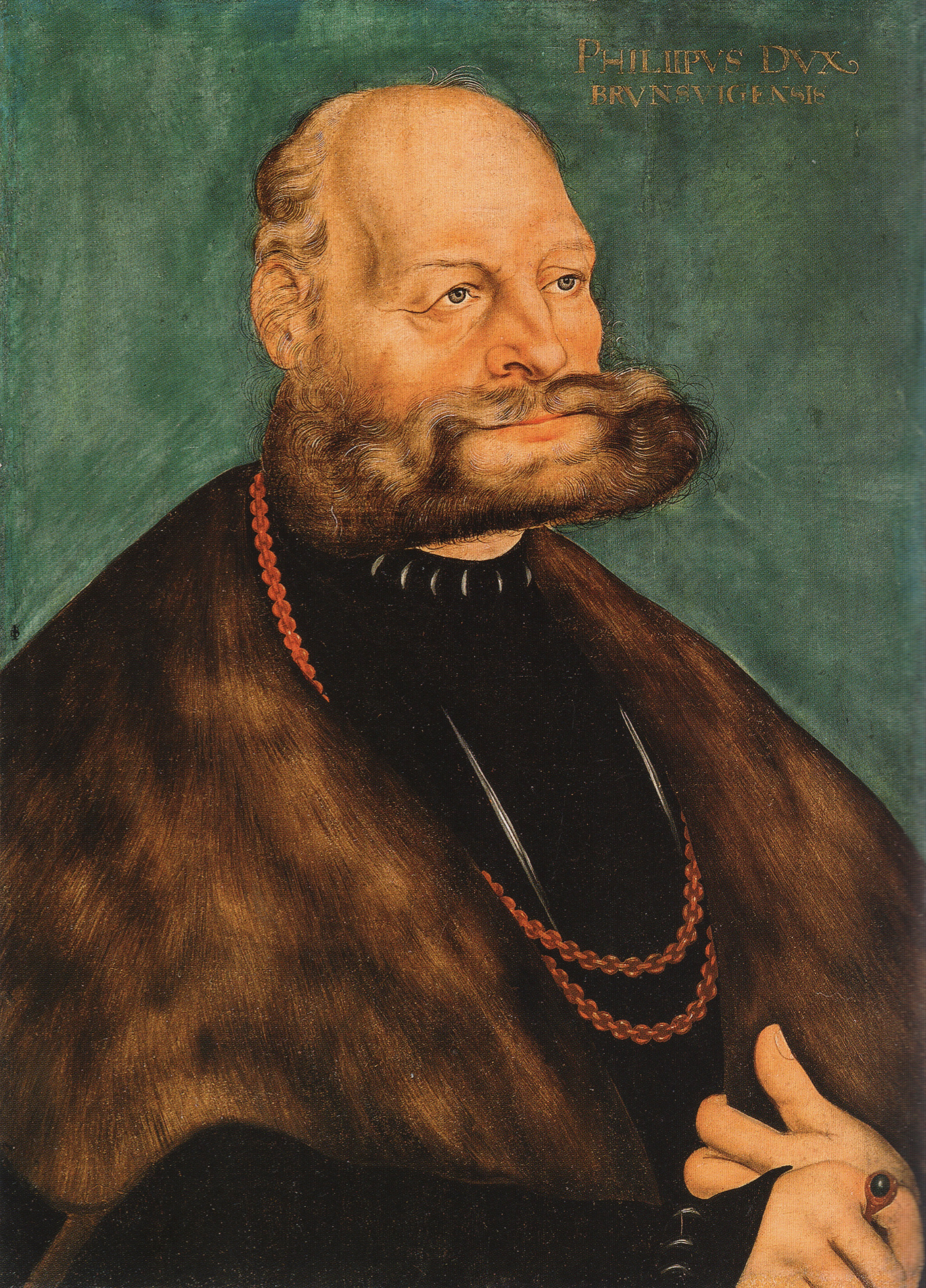
Herzog Philipp I. von Braunschweig

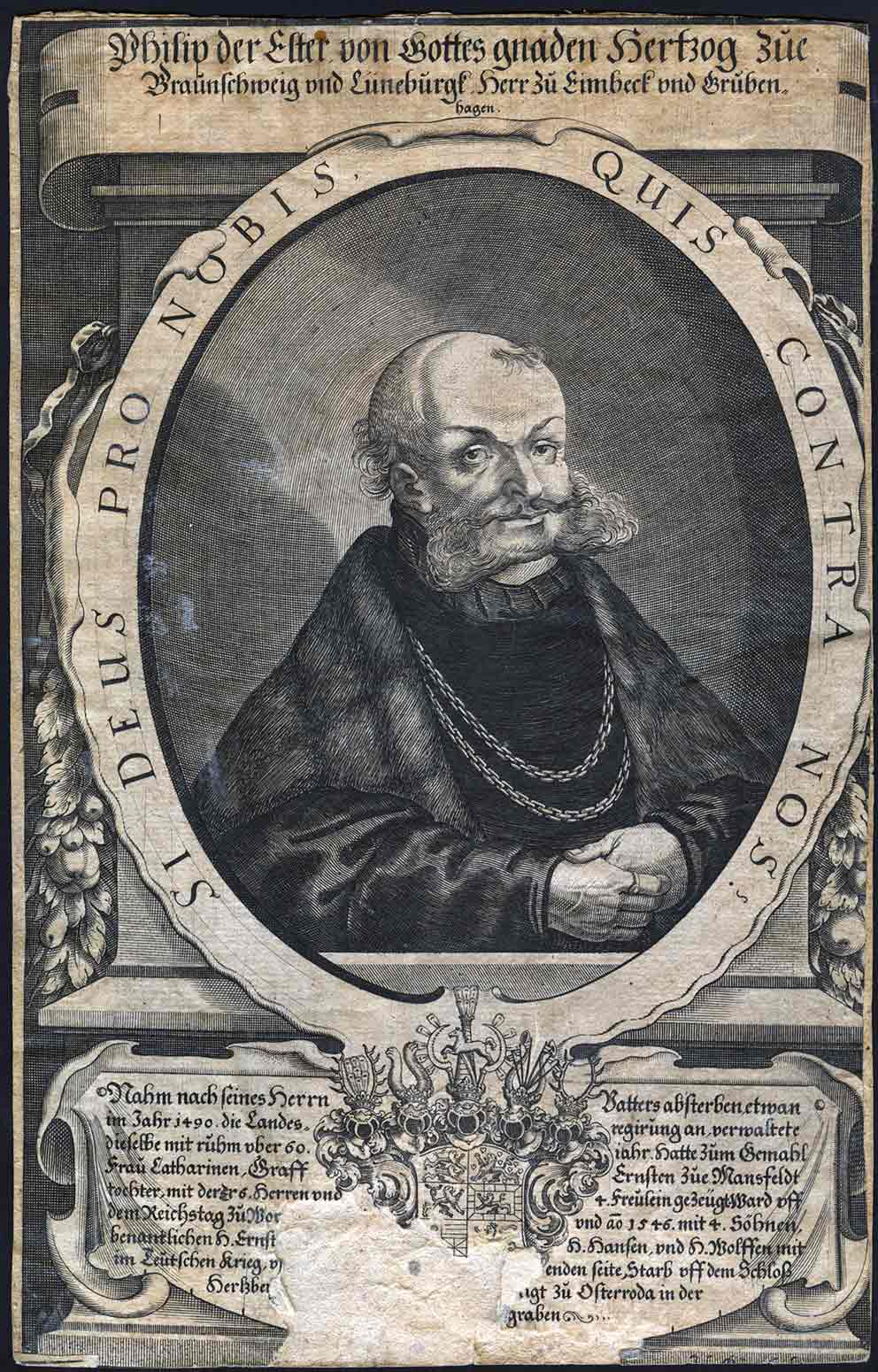
Philip der Elter, Herzog von Gruben

Philipp I., Herzog von Braunschweig-Grubenhagen (* 1476; † 4. September 1551 in Herzberg), aus der Familie der Welfen, war Fürst im Fürstentum Grubenhagen.

## Biographie
Er war der zweite Sohn des Herzogs Albrecht II. von Braunschweig-Grubenhagen und dessen Frau Elisabeth, geb. Gräfin von Waldeck. Philipps Vater Albrecht regierte den östlichen Teil des Fürstentums Grubenhagen um Osterode und Herzberg. Der westlich gelegene Teil um Einbeck wurde zunächst durch Philipps Vetter Heinrich IV. regiert.
Nach dem Tode seines Vaters 1485 stand er zunächst unter der Vormundschaft seines Vetters Heinrich und seiner Mutter Elisabeth. Bereits 1486 trat er aber auch schon selbst urkundend auf. Die Regierung übernahm er 1494 gemeinsam mit seinem jüngeren Bruder Herzog Erich, der aber nach seiner Wahl zum Fürstbischof von Osnabrück und Paderborn auf seinen Anteil an der Regentschaft im Fürstentum Grubenhagen verzichtete.
Im Jahre 1510 wurde unter seiner Herrschaft das Schloss Herzberg bei einem Brand fast vollständig zerstört. Zum Dank für ihre Hilfe bei Brand und Wiederaufbau erlaubte Philipp I. den Herzberger Bürger, Schützenfeste abzuhalten, und schenkte ihnen eine Silberkette mit einem silbernen Hirschen. Die Herzberger Schützengesellschaft e. V. von 1538 ist die älteste Vereinigung der Herzberger Bürger.
Im Winter 1513/14 unterstützte er während der Sächsischen Fehde Heinrich I. (Braunschweig-Wolfenbüttel) bei dessen Feldzug in Ostfriesland und erhielt dafür vom sächsischen Herzog Georg dem Bärtigen den Ritterschlag. Nach dem kinderlosen Tode seines Vetters Heinrich IV. (Braunschweig-Grubenhagen) im Dezember 1526 erbte Philipp dessen Teil des Fürstentums Grubenhagen mit der Stadt Einbeck und konnte so das gesamte Territorium des Fürstentums erstmals seit langer Zeit wieder unter einer Hand vereinigen. Testamentarisch schloss er jede weitere Landesteilung aus.
Philipp gehörte als einer der ersten Fürsten zu den Anhängern der Reformation. Er war bereits 1521 auf dem Reichstag zu Worms anwesend und trat 1526 dem Torgauer Bund bei. Zusammen mit anderen Fürsten schloss er 1531 den Schmalkaldischen Bund. Anschließend reformierte er die Klöster und Stifte in seinem Fürstentum, erließ 1538 eine Kirchenordnung für sein Fürstentum und erklärte die päpstliche Lehre für abgeschafft. 1546 nahm mit seinen Söhnen an einem Feldzug im Schmalkaldischen Krieg in Süddeutschland teil, der vor Ingolstadt erfolglos endete. Damit zog er sich zunächst den Zorn Kaisers Karl V. auf sich. Nach der völligen Niederlage der Evangelischen wurde er 1548, von Strafe freigesprochen, wieder in den alten Stand eingesetzt.
Philipp war der letzte der Vertreter des Hauses Grubenhagen, der den Titel „Herzog von Braunschweig“ führte. Erst seine Nachfolger führten seit 1566 den bei den anderen welfischen Fürsten üblichen Titel „Herzog zu Braunschweig und Lüneburg“. Nach seinem Tode 1551 folgte ihm zunächst sein Sohn Ernst in der Regierung, nach dessen Tod 1567 folgte Philipps Sohn Wolfgang. Als auch dieser 1595 ohne männliche Nachkommen starb, folgte Philipps gleichnamiger Sohn Philipp II. Mit dessen kinderlosen Tode im darauffolgenden Jahr starb die Grubenhagener Linie der Welfen aus.
Beigesetzt wurde er in der Kirche St. Aegidien in Osterode am Harz.

## Nachkommen
Philipp I. war zwei Mal verheiratet. Mit der ersten Frau hatte er ein Kind. Sie starb 1509 vermutlich im Kindbett.
- Philipp (1509–1512)

Er heiratete dann Katherine von Mansfeld (* 1. Oktober 1501; † 1535).
- Ernst III. (IV.) (* 17. Dezember 1518; † 2. April 1567), Herzog von Braunschweig-Grubenhagen (1551–1567) ⚭ Margaret von Pommern-Stettin
- Elisabeth (* 18. März 1520; † 1520)
- Albrecht (* 20. Oktober 1521; † 20. Oktober 1546, gefallen bei Giengen)
- Philipp (* 10. Juni 1523; † 1531)
- Katherin (* 30. August 1524; † 24. Februar 1581) ⚭ Johann Ernst Herzog von Sachsen-Coburg; ⚭ Philipp II., Graf von Schwarzburg-Leutenberg
- Johann (* 28. Mai 1526; † 2. September 1557 gefallen in Schlacht von Saint-Quentin, Frankreich)
- Barbara (* 25. Januar 1528; † 1528)
- Wolfgang (* 6. April 1531; † 14. Mai 1595), Herzog von Braunschweig-Grubenhagen (1567–1595) ⚭ Dorothea von Sachsen-Lauenburg
- Philipp II. (* 2. Mai 1533; † 4. April 1596), Herzog von Braunschweig-Grubenhagen (1595–1596) ⚭ Clara von Braunschweig-Wolfenbüttel